# المعسكرة (ليون)
المُعَسكَرة هي قرية قرب ليون مقاطعة قشتالة وليون في إسبانيا.